# Port-Royal (Isle Madame)
Port-Royal est une petite communité d'Acadiens sur l'Isle Madame au Cap-Breton, situé dans le comté de Richmond.